# Laurence Curtis

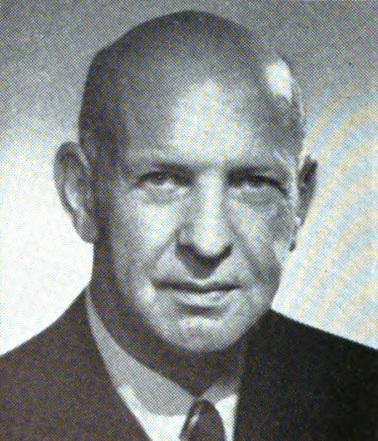
Laurence Curtis (1961)

Laurence Curtis (* 3. September 1893 in Boston, Massachusetts; † 11. Juli 1989 ebenda) war ein US-amerikanischer Politiker. Zwischen 1953 und 1963 vertrat er den Bundesstaat Massachusetts im US-Repräsentantenhaus.

## Werdegang
Laurence Curtis besuchte bis 1912 die Groton School und studierte danach bis 1916 an der Harvard University. Danach diente er ein Jahr lang im diplomatischen Dienst. Während des Ersten Weltkrieges trat er in die US Navy ein. Bei einem Ausbildungsunfall verlor er ein Bein; bis Kriegsende war er als Offizier im Innendienst in Pensacola tätig. Für seine Verdienste wurde ihm der Silver Star verliehen. Nach einem anschließenden Jurastudium in Harvard und seiner 1921 erfolgten Zulassung als Rechtsanwalt begann Curtis in Boston in diesem Beruf zu praktizieren. In den Jahren 1921 und 1922 arbeitete er auch für den Bundesrichter Oliver Wendell Holmes. Zwischen 1923 und 1925 war er stellvertretender Bundesstaatsanwalt für Boston.
Politisch war Curtis Mitglied der Republikanischen Partei. Zwischen 1930 und 1933 saß er im Stadtrat von Boston; von 1933 bis 1936 war er Abgeordneter im Repräsentantenhaus von Massachusetts. Danach gehörte er in den Jahren 1936 bis 1941 dem Staatssenat an. Von 1947 bis 1948 war er als Nachfolger von John E. Hurley State Treasurer von Massachusetts; 1950 kandidierte er erfolglos für das Amt des Vizegouverneurs. Er nahm auch führende Positionen in der regionalen und bundesweiten Organisation für behinderte Veteranen (DAV) ein. Im Jahr 1960 war er Delegierter zur Republican National Convention in Chicago, auf der Richard Nixon als Präsidentschaftskandidat nominiert wurde.
Bei den Kongresswahlen des Jahres 1952 wurde Curtis im zehnten Wahlbezirk von Massachusetts in das US-Repräsentantenhaus in Washington, D.C. gewählt, wo er am 3. Januar 1953 die Nachfolge von Christian Herter antrat. Nach vier Wiederwahlen konnte er bis zum 3. Januar 1963 fünf Legislaturperioden im Kongress absolvieren. Diese waren von den Ereignissen des Kalten Krieges und der Bürgerrechtsbewegung bestimmt. 1962 verzichtete Curtis auf eine weitere Kandidatur für das US-Repräsentantenhaus. Stattdessen strebte er erfolglos die Nominierung seiner Partei für die Wahlen zum US-Senat an.
Nach dem Ende seiner Zeit im US-Repräsentantenhaus arbeitete er wieder als Anwalt. In den Jahren 1968, 1970 und 1972 bewarb er sich erfolglos um seine Rückkehr in den Kongress. Dabei scheiterte er zwei Mal bei den eigentlichen Kongresswahlen und einmal (1972) in den Vorwahlen. Laurence Curtis verbrachte seinen Lebensabend in Newton und starb am 11. Juli 1989 in Boston.